# پاول الکساندروف
پاول الکساندروف (روسی: Па́вел Серге́евич Алекса́ндров؛ ۷ مهٔ ۱۸۹۶ – ۱۶ نوامبر ۱۹۸۲) دانشمند در زمینه توپولوژی اهل اتحاد جماهیر شوروی سوسیالیستی بود.
وی همچنین برندهٔ جوایزی همچون نشان لنین و نشان انقلاب اکتبر شده‌است.